# Tränen (Band)
Tränen (Eigenschreibweise: TRÄNEN) ist eine deutsche Indie-Pop-Band aus Chemnitz, bestehend aus der Sängerin Gwen Dolyn und dem Kraftklub-Gitarristen Steffen Israel.

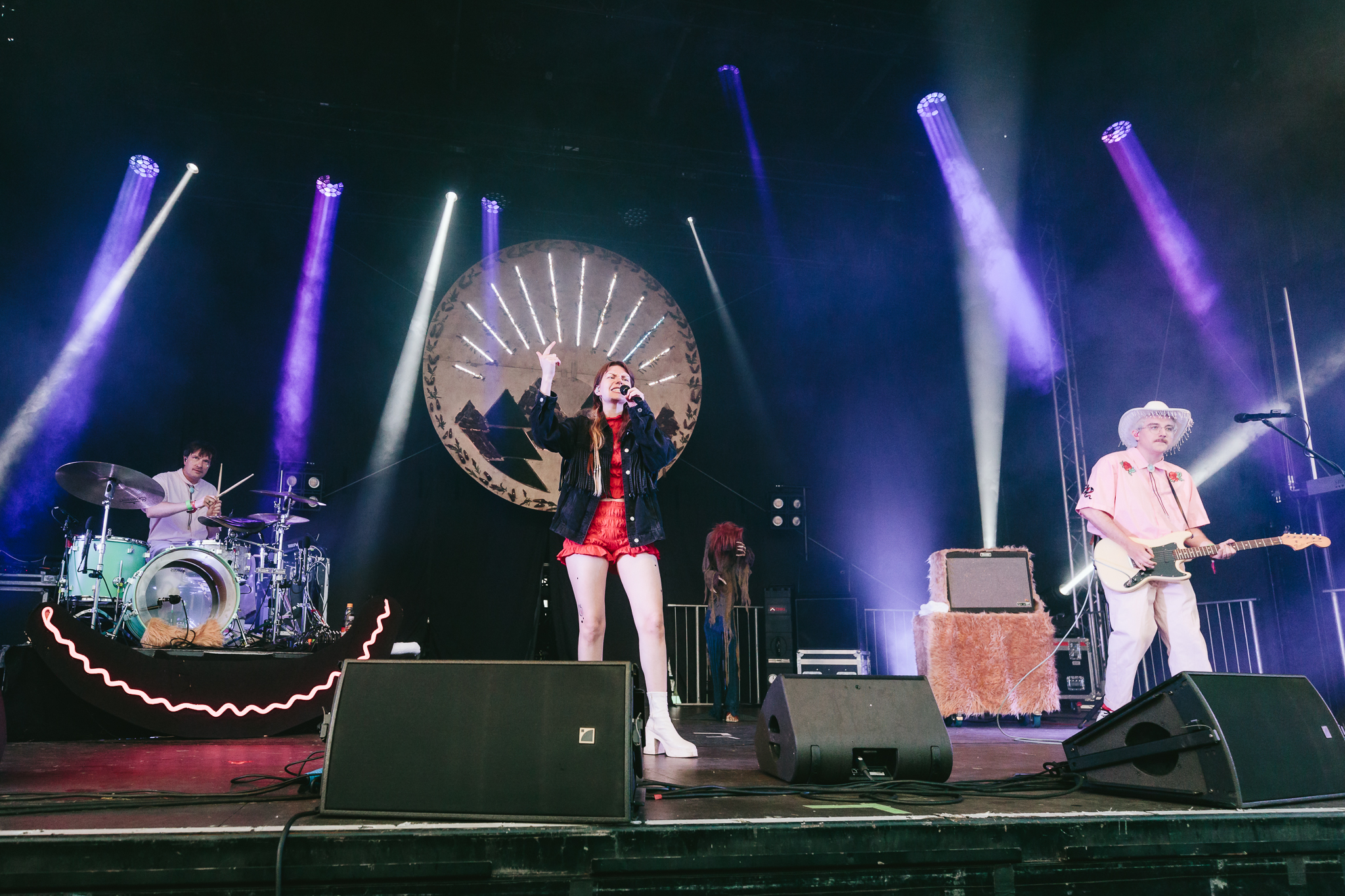
Tränen (Rocken am Brocken 2024)

## Geschichte
Gwen Dolyn und Steffen Israel trafen sich ursprünglich, um gemeinsam eine Coverversion des Deutschpunk-Klassikers Duell der Letzten von Chaos Z zu erarbeiten. Die fruchtbare Zusammenarbeit führte zur Gründung von Tränen. Im Januar 2023 wurde ein Instagram-Profil der Band erstellt, wobei zunächst beide Individuen unerkannt blieben. Die Enthüllung erfolgte mit der Veröffentlichung der Debüt-Single Stures Dummes Herz Ende Juni 2023. Am 3. November 2023 wurde das Debütalbum Haare eines Hundes veröffentlicht.

## Stil
Der musikalische Stil der Band bewegt sich zwischen Indie-Pop und der Neuen Neuen Deutschen Welle, ⁣⁣mit Anleihen aus dem Punk. In einem Artikel der Frankfurter Rundschau wird Tränen mit der Band Wir sind Helden und der Hamburger Schule verglichen.

## Diskografie

### Alben
| Jahr | Titel Musiklabel                            | Höchstplatzierung, Gesamtwochen, AuszeichnungChartplatzierungen (Jahr, Titel, Musiklabel, Platzierungen, Wochen, Auszeichnungen, Anmerkungen) | Höchstplatzierung, Gesamtwochen, AuszeichnungChartplatzierungen (Jahr, Titel, Musiklabel, Platzierungen, Wochen, Auszeichnungen, Anmerkungen) | Höchstplatzierung, Gesamtwochen, AuszeichnungChartplatzierungen (Jahr, Titel, Musiklabel, Platzierungen, Wochen, Auszeichnungen, Anmerkungen) | Anmerkungen                            |
| Jahr | Titel Musiklabel                            | DE | AT | CH | Anmerkungen                            |
| ---- | ------------------------------------------- | --- | --- | --- | -------------------------------------- |
| 2023 | Haare eines Hundes Tränen & Eklat Tonträger | DE20 (1 Wo.)DE | — | — | Erstveröffentlichung: 3. November 2023 |

### Singles
- 2023: Stures dummes Herz
- 2023: Duell der Letzten (Chaos-Z-Cover)
- 2023: Kapitulation
- 2023: Mitten ins Gesicht
- 2023: Es ist nicht wie es aussieht
- 2024: Komm und küss mich
- 2024: Ich bin nicht berühmt

## Rezeption
Für Flux FM ist Haare eines Hundes das Album der Woche. Der Sender meint, dass die Riffs der Lieder tatsächlich nach Kraftklub klängen und die Refrains eine „Neue-Deutsche-Welle-Rotzigkeit“ aufwiesen. Dabei schafften die Musiker jedoch „etwas komplett Eigenständiges mit viel Wortwitz, Charme und Gefühl“.